# Playas (Ecuador)
Playas, conosciuta anche come General Villamil, è una città ecuadoriana; capoluogo del cantone di Playas, nonché l'ottava città più grande e popolosa della provincia del Guayas. Si trova a sud della regione costiera dell'Ecuador, in un'ampia pianura sulle rive dell'Oceano Pacifico, ad un'altitudine di 3 metri sul livello del mare e con un clima tropicale secco di 24 °C in media.
Al censimento del 2010 aveva una popolazione di 34 409 abitanti, che la rendeva la quarantunesima città più popolosa del Paese. La città è il nucleo dell'area metropolitana di Playas, che è anche composta da città e parrocchie rurali vicine. Il conglomerato ospita oltre 60 000 abitanti.
Le sue origini risalgono al periodo centrale dell'era coloniale. Dalla metà del XX secolo, la città ha visto una crescita della popolazione accelerata, grazie alla sua posizione geografica vicino a Guayaquil. Dopo la creazione della provincia di Santa Elena nel 2007, è diventata l'unica località balneare della provincia del Guayas, che ha contribuito a maggiori investimenti al cantone nella sua infrastruttura turistica. Le attività principali sono la pesca, il commercio e il turismo.